# Рдечий Кал (Іванчна Гориця)
Рдечий Кал (словен. Rdeči Kal) — поселення в общині Іванчна Гориця, Осреднєсловенський регіон, Словенія. Висота над рівнем моря: 39 м.